# 真哲绍罗西
真哲绍罗西，是匈牙利赫维什州所辖的一个村。总面积21.39平方公里，总人口1524，人口密度71.2人/平方公里（2011年1月1日）。